# Laestrygones chathamensis
Laestrygones chathamensis är en spindelart som beskrevs av Forster 1970. Laestrygones chathamensis ingår i släktet Laestrygones och familjen Desidae.
Artens utbredningsområde är Chathamöarna. Inga underarter finns listade i Catalogue of Life.